# ری-مین
ری-مِین (به انگلیسی: RE-MAIN) یک مجموعه تلویزیونی انیمه اصلی ژاپنی متحرک سازی شده توسط ماپا و کارگردانی شده توسط کیوشی ماتسودا و نویسندگی ماسافومی نیشیدا است. این سریال برای اولین بار در ژوئیه ۲۰۲۱ در ان‌یوام‌انیمیشن بلاکِ تی‌وی آساهی پخش شد.

## شخصیت‌ها

### دبیرستان یامانامی
میناتو کیومیزو (清水 みなと Kiyomizu Minato)
صداگذاری شده توسط: یوتو اوئه‌مورا
ایتارو اُکا (岡 栄太郎 Oka Eitarō)
صداگذاری شده توسط: کوتارو نیشی‌یاما
جو جوجیما (城島 譲 Jōjima Jō)
صداگذاری شده توسط: سوبارا کیمورا
چینو کاواکوبو (川窪 ちぬ Kawakubo Chinu)
صداگذاری شده توسط: لین
شیوگو آمیهاما (網浜 秀吾 Amihama Shūgo)
صداگذاری شده توسط: سوماً سایتو
تاکه‌کازو اِجیری (江尻 武一 Ejiri Takekazu)
صداگذاری شده توسط: ماکوتو فوروکاوا
یوتاکا بابایارو اینوماتا (猪俣 ババヤロ 豊 Inomata Babayaro Yutaka)
صداگذاری شده توسط: تاسوکو هاتاناکا
یوشیهارو اوشیمادو (牛窓 善晴 Ushimado Yoshiharu)
صداگذاری شده توسط: دایسوکه هیروسه

### دبیرستان شوگاکوکان
کِیتا کاکیهانا (垣花 慶太 Kakihana Keita)
صداگذاری شده توسط: تاکو یاشیرو
ریکو موموساکی (百崎 陸 Momozaki Riku)
صداگذاری شده توسط: یوما اوچیدا
کوکی توگوچی (渡久地 光輝 Toguchi Kōki)
صداگذاری شده توسط: شون میازاتو
آکیمیتسو بیزِن (備前 昭充 Bizen Akimitsu)
صداگذاری شده توسط: هیکارو میدوریکاوا

### آکادمی ریکا
تاکِشی تویاما (富山 健 Toyama Takeshi)
صداگذاری شده توسط: ناتسوکی هانائه
آکیهیسا فوکویی (福井 晃久 Fukui Akihisa)
صداگذاری شده توسط: ماهیرو تاکاسوگی
نوریمیچی ایشیکاوا (石川 則道 Ishikawa Norimichi)
صداگذاری شده توسط: یوشیتسوگو ماتسواُکا

## تولید و انتشار
این مجموعه در ۴ مارس ۲۰۲۱ اعلام شد. این مجموعه به کارگردانی کیوشی ماتسودا و نویسندگی ماسافومی نیشیدا است، کسی که همچنین به عنوان مدیر ارشد و مدیر صدا فعالیت می‌کند و کااُری فوتو طراحی اصلی شخصیت‌ها را آماده می‌کند، شیبو تاکانا طراحی‌ها را برای انیمیشن تنظیم می‌کند و موسیقی توسط کانا اوتاتانه ساخته شده‌است. اولین بار در ۴ ژوئیه ۲۰۲۱ در ان‌یوام‌انیمیشن بلاکِ تی‌وی آساهی به نمایش درآمد.
انهایپن آهنگ تیتراژ آغازین این مجموعه را با نام «فراموشم نکن (Forget Me Not)» خوانده‌است، و شوگو ناکامورا آهنگ پایانی سریال به نام «کوارتا سکای نو بیوشین وا (Kowareta Sekai no Byōshin wa)» را خوانده‌است.
فانیمیشن مجوز رسمی این مجموعه را صادر کرد. میدیالینک مجوز این مجموعه را در جنوب شرقی آسیا و جنوب آسیا صادر کرده‌است و آن را در کانال یوتیوبِ آنی-وان خود، آی‌چی‌یی و بیلیبیلی استریم می‌کند.
در ۲۴ سپتامبر ۲۰۲۱، فانیمیشن اعلام کرد که این مجموعه دوبلهٔ انگلیسی دریافت می‌کند که برای اولین بار، روز بعدش پخش شد.

## فهرست قسمت‌ها

### فصل ۱
| شم. | عنوان | کارگردان                   | نویسنده         | استوری‌برد      | تاریخ انتشار اصلی |
| --- | --- | -------------------------- | --------------- | -------------- | ----------------- |
| ۱   | «Sorry, Who Are You?» Transcription: "Gomennasai, Dare Desu ka" (ژاپنی: ごめんなさい、誰ですか)                             | کیوشی ماتسودا کوکی آئوشیما | ماسافومی نیشیدا | کیوشی ماتسودا  | ۴ ژوئیه ۲۰۲۱      |
| ۲   | «I'm No Prodigy» Transcription: "Boku wa Tensai Ja nai" (ژاپنی: 僕は天才じゃない)                                           | کوکی آئوشیما               | ماسافومی نیشیدا | شیگه‌یوکی میا   | ۱۱ ژوئیه ۲۰۲۱     |
| ۳   | «But, Give Us a Hendy» Transcription: "Demo Hende Kudese" (ژاپنی: でもへんでくでせ)                                         | یاسونوری گوتو              | ماسافومی نیشیدا | ماسایوکی میاجی | ۲۵ ژوئیه ۲۰۲۱     |
| ۴   | «It Might be Dangerous......» Transcription: "Nanka Yabai ka mo......" (ژاپنی: なんかヤバいかも……)                          | کونوسوکه اودا              | ماسافومی نیشیدا | شیگه‌یوکی میا   | ۱ اوت ۲۰۲۱        |
| ۵   | «Dude, That's Scary!!!» Transcription: "Iya Kowai wa!!!" (ژاپنی: いや怖いわ！！！)                                          | توموکو هیراموکای           | ماسافومی نیشیدا | کیوشی ماتسودا  | ۸ اوت ۲۰۲۱        |
| ۶   | «Yes, Look Over Here» Transcription: "Hai, Kotchi Muite" (ژاپنی: はい、こっち向いて)                                        | نائو می‌یوشی                | ماسافومی نیشیدا | شیگه‌یوکی میا   | ۱۵ اوت ۲۰۲۱       |
| ۷   | «Lucky Day» Transcription: "Taian Kichijitsu" (ژاپنی: 大安吉日)                                                             | نائو می‌یوشی                | ماسافومی نیشیدا | شیگه‌یوکی میا   | ۲۹ اوت ۲۰۲۱       |
| ۸   | «Who Are These Guys?» Transcription: "Dare Nanda yo, Koitsura" (ژاپنی: 誰なんだよ、こいつら)                                | کوکی آئوشیما               | ماسافومی نیشیدا | شیگه‌یوکی میا   | ۵ سپتامبر ۲۰۲۱    |
| ۹   | «I've Always Been Me» Transcription: "Ore wa Zutto Ore Nanda yo" (ژاپنی: 俺はずっと俺なんだよ)                              | سه‌کینو سه‌کیجو              | ماسافومی نیشیدا | سه‌کینو سه‌کیجو  | ۱۲ سپتامبر ۲۰۲۱   |
| ۱۰  | «It's the Only Way I Know To Win» Transcription: "Ore wa Kono Kachikata Shika Shiranai" (ژاپنی: 俺はこの勝ち方しか知らない) | کیوکو یامازاکی             | ماسافومی نیشیدا | شیگه‌یوکی میا   | ۱۹ سپتامبر ۲۰۲۱   |
| ۱۱  | «Pass! Pass to Me!» Transcription: "Dase! Ore ni Dase!" (ژاپنی: 出せ！ 俺に出せ！)                                          | یاسوتومو اوکاموتو          | ماسافومی نیشیدا | ماساکو ساتو    | ۲۶ سپتامبر ۲۰۲۱   |
| ۱۲  | «C'mon, Let's Get Started» Transcription: "Sā, Hajimeyō ze" (ژاپنی: さぁ、始めようぜ)                                       | کی‌یوشی ماتسودا             | ماسافومی نیشیدا | ماساکو ساتو    | ۳ اکتبر ۲۰۲۱      |